# Formidabile (1861)
Panserskibet Formidabile var det andet panserskib i den nye italienske marine, der blev skabt, da Italien blev samlet i 1861. Skibet blev bestilt i Frankrig af kongeriget Sardiniens førsteminister, Cavour, og skulle oprindelig blot have været et flådebatteri til tjeneste langs kysten. Planerne blev imidlertid ændret undervejs, og skibet blev i stedet bygget som en søgående pansret korvet. Navnet har samme betydning som på dansk, altså formidabel eller drabelig.

## Tjeneste
Formidabile deltog lige som alle de andre italienske panserskibe i slaget ved Lissa i juli 1866. Under bombardementet af øen den 19. juli blev skibet så hårdt ramt af skydningen fra de østrigske kystforter, at det dagen efter – da den østrigske flåde angreb – blev sendt tilbage til Italien. Efter krigen fik det nye kedler i 1872-73 og nye kanoner i 1878. Fra 1887 gjorde det tjeneste som artilleri-skoleskib og fik igen nye kanoner. Udgik i 1903.